# Grå eminens

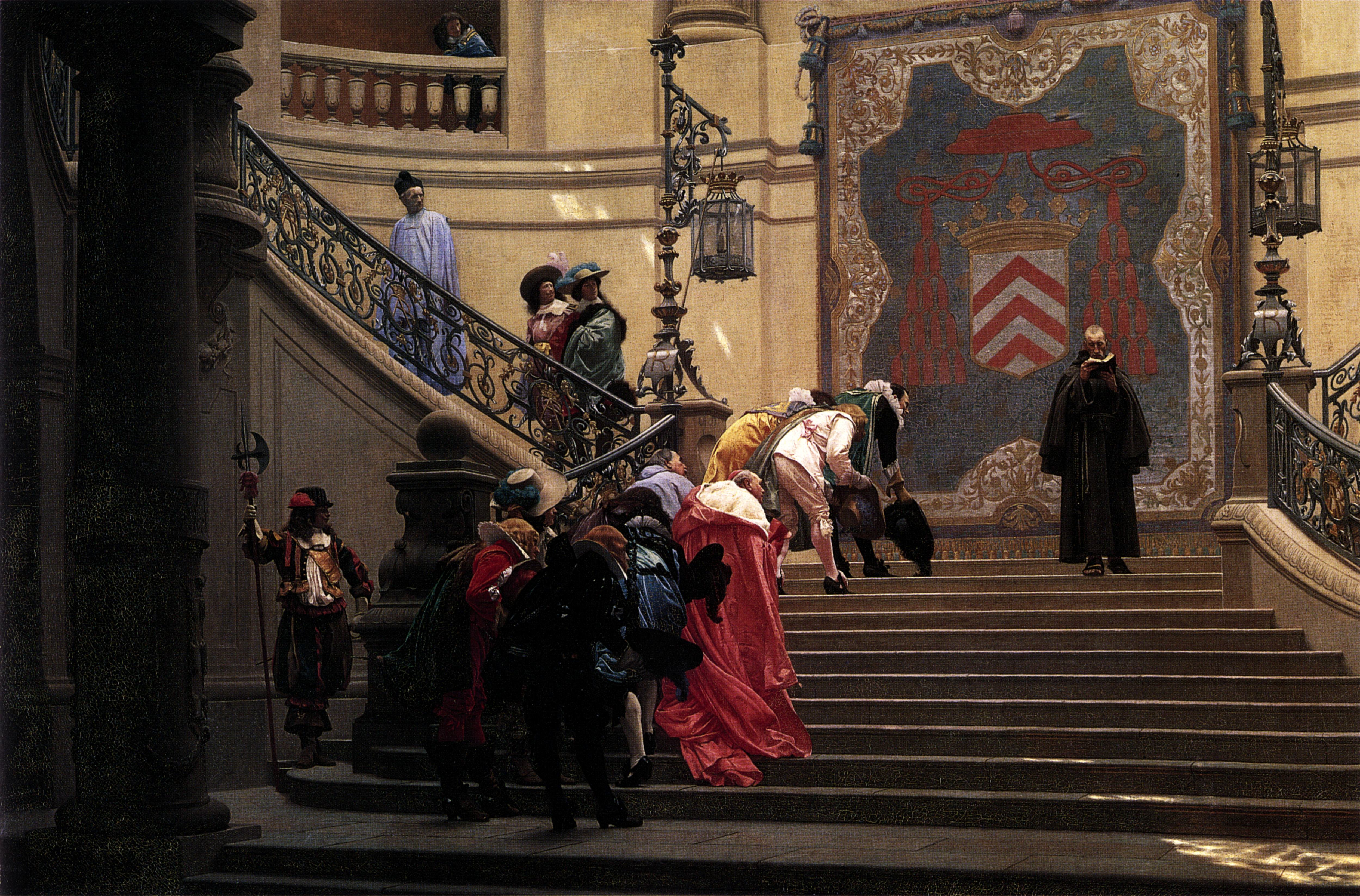
Tavlan Éminence Grise ("grå eminens") av Jean-Léon Gérôme

Grå eminens är ett uttryck för en inflytelserik, men inofficiell rådgivare. Uttrycket anspelar på kapucinmunken François Leclerc du Tremblay, som var kardinal Richelieus rådgivare och arbetade för Frankrikes deltagande i trettioåriga kriget. Han kallades L'éminence grise ("den grå eminensen") eftersom han gick klädd i kapucinmunkarnas gråa dräkt.